# Aeroportul Paulo Afonso
Aeroportul Paulo Afonso (IATA: PAV, ICAO: SBUF) este un aeroport din Bahia, Brazilia ce deservește zona Paulo Afonso. Aeroportul a fost tranzitat în 2022 de 1.493 de pasageri. A fost numit după zona deservită.
Situat la o altitudine de 269 m, aeroportul dispune de 1 pistă. Este operat de Infraero⁠(d).

## Infrastructură

### Piste
Aeroportul dispune de o singură pistă. Pista 14/32 are suprafața de asfalt și dimensiunile 1.800 m × 45 m. 